# Israel Horovitz
Israel Horovitz (geboren 31. März 1939 in Wakefield, Massachusetts; gestorben 9. November 2020 in New York City) war ein US-amerikanischer Dramatiker, Drehbuchautor, Regisseur und Schauspieler. 
1965 wurde er der erste fest angestellte amerikanische Schauspieler an Englands renommierter Royal Shakespeare Company.
Er verfasste mehr als 70 Stücke. Zu seinen Werken zählen insbesondere Off-Broadway-Theaterstücke wie Park Your Car in Harvard Yard, The Primary English Class, The Widow’s Blind Date und The Indian Wants the Bronx; für letzteres wurde ihm der Obie Award verliehen. 
Horovitz war zuletzt als Art Director in der Gloucester Stage Company sowie dem The New York Playwrights Lab tätig, beide Unternehmen wurden von ihm gegründet.
In einem Artikel der Times aus dem Jahr 2017 wurden die Anschuldigungen von neun Frauen, die behaupteten, sie seien von Horovitz sexuell missbraucht worden – darunter Schauspielerinnen, die mit ihm gearbeitet hatten –, detailliert beschrieben. Eine Frau beschuldigte den Schriftsteller, sie vergewaltigt zu haben. Die Gloucester Stage brach die Verbindung zu Horovitz ab, nachdem die Anschuldigungen ans Licht gekommen waren. Damals behauptete Horovitz, er habe „eine andere Erinnerung an einige dieser Ereignisse“ gehabt, entschuldigte sich aber in einer Erklärung gegenüber der Zeitung.
Israel Horovitz hat sechs Kinder, darunter Beastie-Boys-Mitglied Adam „Ad-Rock“ Horovitz.

## Filmografie (Auswahl)
- 1987: A Man in Love (Un homme amoureux) - Drehbuch
- 1999: Ein Hauch von Sonnenschein - Drehbuch
- 2014: My Old Lady - Regie und Drehbuch